# Centre Croix-Bleue
Le Centre Croix Bleue (Blue Cross Centre en anglais) est un édifice à bureaux du centre-ville de Moncton, au Nouveau-Brunswick. Il abrite les bureaux de Médavie Croix Bleue et de l'Agence de promotion économique du Canada atlantique. Il abrite aussi la Bibliothèque publique de Moncton.

## Description
L'édifice est appartenu par Slate REI. Le bâtiment est hôte de plusieurs organismes, dont Agence de promotion économique du Canada atlantique, la Bibliothèque publique de Moncton et la Banque royale du Canada. En date de 2019, il y avait environ 1 200 personnes qui travaillaient au sein du bâtiment.
Le centre est situé à côté de la place Downing, inaugurée en 2016,.

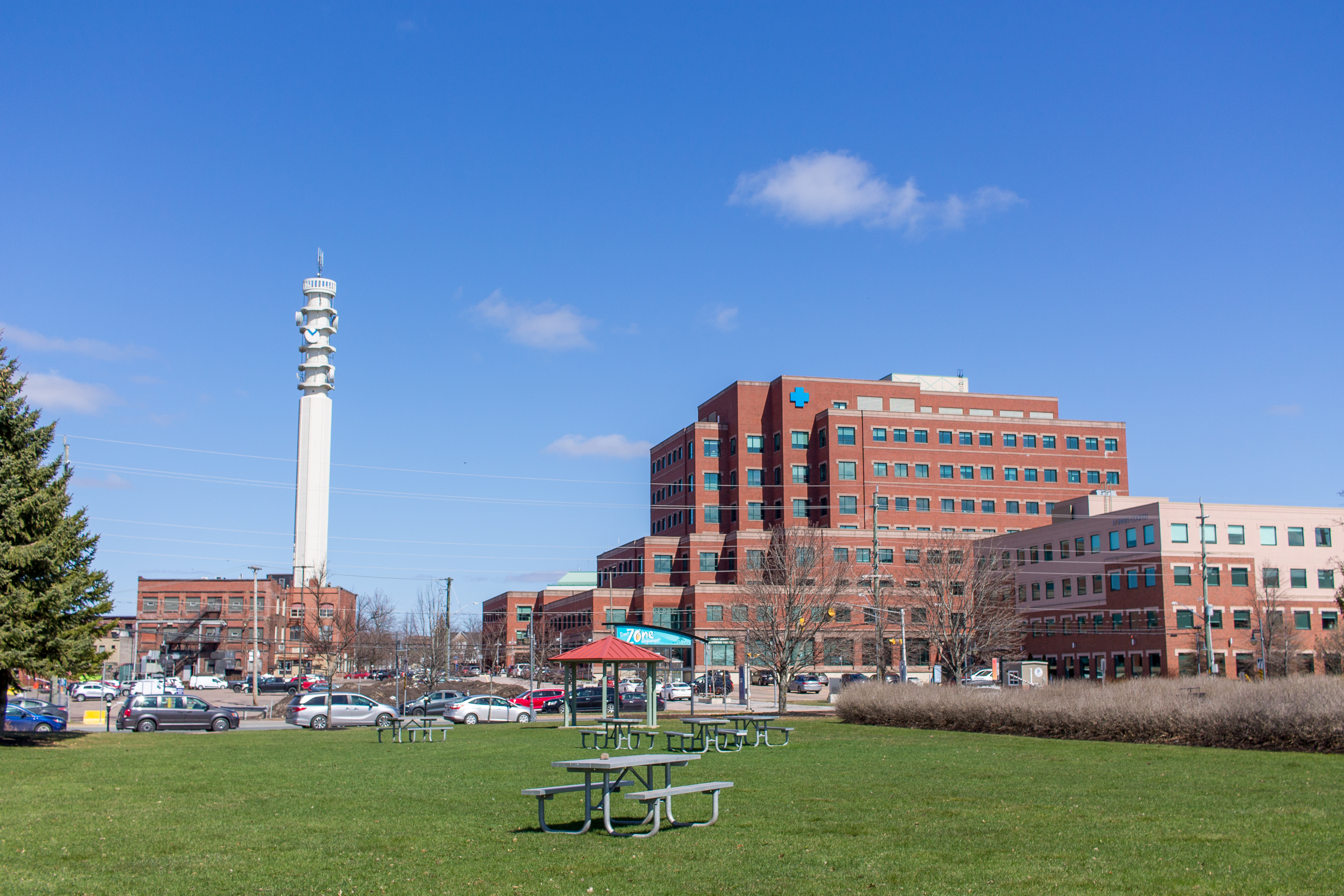
Le Centre Croix Bleu vu du parc Riverain.

## Historique
L'édifice du Centre Croix-Bleue a été construit en 1988 et rénové en 2006.